# Terre-de-Bas
Pour les articles homonymes, voir Terre-de-Bas (homonymie).
Terre-de-Bas (en créole guadeloupéen : Tèdébà ) est une commune française, située dans le département de la Guadeloupe. Elle est composée de Terre-de-Bas et de trois îlets inhabités : les Augustins, le Pâté et la Coche. La commune est une division administrative de l'entité géographique qu'est l'archipel des Saintes.
Ses habitants sont appelés les Saintois(es) du fait de leur appartenance à l'archipel des Saintes.

## Géographie

### Localisation
C'est l'île habitée la plus occidentale de l'archipel des Saintes. La commune s'étendant sur 6,8 km2 de superficie totale et ses deux villages principaux sont : Grande-Anse à l'est et Petite-Anse à l'ouest, centre administratif de l’île. Plusieurs îlots de l'archipel sont également rattachées à la commune de Terre-de-Bas dont : 
- La Coche et Les Augustins – dont le « rocher de la Vierge » sert d'amer –, tous deux situées dans la passe sud ;
- le Pâté, réputé pour son sec de plongée spectaculaire et inédit aux Antilles françaises au nord.

## Urbanisme

### Typologie
Terre-de-Bas est une commune rurale, car elle fait partie des communes peu ou très peu denses, au sens de la grille communale de densité de l'Insee,,,.
La commune, entourée par l'océan Atlantique, est également une commune littorale au sens de la loi du 3 janvier 1986, dite loi littoral. Des dispositions spécifiques d’urbanisme s’y appliquent dès lors afin de préserver les espaces naturels, les sites, les paysages et l’équilibre écologique du littoral, par exemple le principe d'inconstructibilité, en dehors des espaces urbanisés, sur la bande littorale des 100 mètres, ou plus si le plan local d’urbanisme le prévoit,.

## Toponymie
La commune tient son nom tout comme sa voisine Terre-de-Haut du langage maritime qui désignait de « basse » la terre-sous-le-vent et de « haute » la terre-au-vent. L’île se nomme officiellement Terre-de-Bas des Saintes, la commune ayant adopté le nom abrégé. 

## Histoire
Terre-de-Bas est une commune française créée le 9 août 1882, issue de l'archipel des Saintes. Son histoire est commune à celle de cet archipel.

## Politique et administration
Solanges Nadille, maire adjoint de Terre-de-Bas, est élue sénatrice en septembre 2023.

### Intercommunalité
La commune de Terre-de-Bas appartient à la communauté d'agglomération Grand Sud Caraïbe (CAGSC) dans laquelle elle est représentée par un conseiller.

### Liste des maires
| Période        | Période        | Identité              | Étiquette     | Qualité                        |
| -------------- | -------------- | --------------------- | ------------- | ------------------------------ |
| 1945           | 1965           | Justinien L'Étang     | Soc.ind       |                                |
| 1965           | 1989           | Eugène L'Étang        | Soc.ind → UDF | Conseiller général (1970-1995) |
| 1989           | 2001           | Alex Falémé           | FGPS → GUSR   |                                |
| 2001           | 2014           | Fred Beaujour         | DVG           |                                |
| 2014           | 3 juillet 2020 | Emmanuel Duval        | FGPS          |                                |
| 4 juillet 2020 | en cours       | Rolande Nadille-Vala, | FGPS → DVG    |                                |

## Population et société

### Démographie
L'évolution du nombre d'habitants est connue à travers les recensements de la population effectués dans la commune depuis 1961, premier recensement postérieur à la départementalisation de 1946. À partir de 2006, les populations de référence des communes sont publiées annuellement par l'Insee. Le recensement repose désormais sur une collecte d'information annuelle, concernant successivement tous les territoires communaux au cours d'une période de cinq ans. Pour les communes de moins de 10 000 habitants, une enquête de recensement portant sur toute la population est réalisée tous les cinq ans, les populations de référence des années intermédiaires étant quant à elles estimées par interpolation ou extrapolation. Pour la commune, le premier recensement exhaustif entrant dans le cadre du nouveau dispositif a été réalisé en 2005.

En 2022, la commune comptait 895 habitants, en évolution de −15 % par rapport à 2016 (Guadeloupe : −2,67 %, France hors Mayotte : +2,11 %).
| 1961  | 1967  | 1974  | 1982  | 1990  | 1999  | 2010  | 2015  | 2020 |
| ----- | ----- | ----- | ----- | ----- | ----- | ----- | ----- | ---- |
| 1 501 | 1 795 | 1 631 | 1 427 | 1 509 | 1 269 | 1 095 | 1 060 | 939  |

| 2022 | - | - | - | - | - | - | - | - |
| ---- | - | - | - | - | - | - | - | - |
| 895  | - | - | - | - | - | - | - | - |

La commune est confrontée au problème récurrent du départ des plus jeunes (entrainant un vieillissement de la population et une dénatalité) vers la Guadeloupe et au-delà, dans le cadre des études qui ne peuvent être faites à Terre-de-Bas après le collège.

### Enseignement
Comme toutes les communes de l'archipel de la Guadeloupe, Terre-de-Bas est rattaché à l'Académie de la Guadeloupe. La ville possède sur son territoire une école maternelle (Grande-Anse) et une école primaire (Petites-Anses).
Pour l'enseignement secondaire la commune accueille sur son territoire le collège Archipel-des-Saintes, commun aux deux municipalités des Saintes – avec deux campus, l'un au bourg de Petite Anse et l'autre dans le quartier Marigot de Terre-de-Haut – et ouvert en septembre 1994 sous l'action du maire de Terre-de-Haut, Robert Joyeux. Il est fréquenté par une centaine d'élèves, dont un quart à un tiers sont à Terre-de-Bas, grâce notamment à la présence d'un internat. Les lycées les plus proches sont en revanche sur la Guadeloupe continentale, soit à Gourbeyre (lycée professionnel de Blanchet) soit à Basse-Terre (lycée général Gerville-Réache ou lycées professionnels de Versailles et des Persévérants).

### Santé
L'île est confrontée au phénomène de désert médical. Les Saintois ont du mal à avoir accès aux soins et se partageant que deux médecins qui n'assurent les soins que quatre jours par semaine et dont le manque de moyens les empêchent de faire face à des urgences comme le dénoncent plusieurs membres de la société civile comme l'association Nou Ka Sé Yon. Face à cela,  l'ARS et le département de la Guadeloupe ont financé un cabinet médical. Le cabinet ouvre le 7 février 2024 et il accueille un nouveau médecin qui assure les soins six jours par semaine mais également d'autres professionnels de santé comme des kinésithérapeutes,.

## Économie
L'économie de Terre-de-Bas est principalement liée à l'activité de pêche locale, à l'artisanat – notamment la production historique d'huile essentielle de bois d'Inde typique de l'île qui possède des terrains exploités et une distillerie – et au tourisme présent dans tout l'archipel. Un petit aérodrome y est actuellement désaffecté.

## Jumelage
- Saint-Malo (France)